# Austin Mahone
Austin Carter Mahone (San Antonio, Texas, 1996. április 4. –) amerikai popénekes.

## Élete
Austin 16 hónapos korában elvesztette édesapját. Texasban nőtt fel édesanyjával, (Seguinben, San Antonióban, azután La Verniában. Miután anyja elvált a második férjétől, Austin visszaköltözött San Antonióba. Ezek után Austin a Lady Bird Johnson High School-ba kezdett járni, de hamarosan magántanuló lett egyre növekvő hírneve miatt. 2012 májusában a Florida állambeli Miamiba költöztek.

## Karrierje
Debütáló dala a „11:11” amelyet 2012. február 14-én tett nyilvánossá, ugyanakkor előadóként már 2011-től ismert volt. Második slágere, a „Say Somethin” 2012. augusztus 30-án jelent meg.
Austin kezdetben, 2010 júniusától a YouTube-ra töltötte fel dalait barátjával Alex Constancióval. A zenés videóit 2011 januárjától egyre többen kezdték megismerni, a YouTube csatornájára feliratkozók száma folyamatosan nőtt. Sokan Justin Bieber hasonmásaként emlegetik. Austin ugyanis feldolgozta Justin Bieber - Misletoe című számát, és ennek videóját többen nézték meg, mint Justin klipjét.
Austin 2011 szeptemberében a 38. helyen debütált a Billboard Social 50-es listáján, és ezzel ő lett a legfiatalabb, aki a listán szerepelt. Decemberben már a 28. helyen „találhatta magát”. 2012 áprilisában elérte a 630 000 Twitter-, és 350 000 YouTube-követőt. Ez év májusában Austin első fellépőként szerepelt a Q102 Springle Ball koncerten.
A második kislemez a Say Something, amely 2012 júniusában került kiadásra, és augusztusban már a lemezszerződés is létrejött. Decemberben a Flo Rida-val közösen készített dala került napvilágra Say You're Just A Friend címmel, ami Ukrajnában első lett, az amerikai Billboard listán pedig a negyedik. Az Extended Play cím EP-je standard és végül deluxe változatban is megjelent.
Soron következő EP-je a 2014. május 27-én megjelenő The Secret volt. Itt Cash Money is csatlakozott a kiadók köréhez. Az EP több változatban is megjelent, illetve az albumon helyett kapott a MMM Yeah, melyet Pitbullal közösen készített, és több slágerlistán is helyet kapott.
2014. szeptember 9-én indult turnéra a Secret album keretein belül, mely egészen november 11-ig tartott és olyan helyeket érintett, mint például Cleveland (Wolstein Center), New York (Citi Field) vagy Mexikó (Pepsi Center WTC). A turné elején a The Vamps és a Fifth Harmony is csatlakozott az énekeshez.

### Jelentősebb fellépései
| 2012. május 22.  | első Q102 Springle Ball zenés koncert                       |
| 2012. június 5.  | Say Somethin                                                |
| 2012. június 16. | B96 Summer Bash Chicagóban                                  |
| 2012. június 21. | interjú Elvis Duran-nal és Morning Show                     |
| 2012. június 22. | koncert New Yorkban. Az összes belépő elkelt 20 perc alatt. |

## Sorozatok
- 2013- Big Time Rush (Önmaga)
- 2013- AwesomenessTV (Önmaga)
- 2014- A Miller család (fiatal Adam)

## Web Showk
- 2012-2013 - Austin Mahone Takeover
- 2013-2014 - Mahomie Madness

## Fordítás
Ez a szócikk részben vagy egészben  az   Austin Mahone című angol Wikipédia-szócikk fordításán alapul.  Az eredeti cikk szerkesztőit annak laptörténete sorolja fel. Ez a jelzés csupán a megfogalmazás eredetét és a szerzői jogokat jelzi, nem szolgál a cikkben szereplő információk forrásmegjelöléseként.

## Hivatalos oldalak
- Facebook: Austin Mahone
- Twitter: @austinmahone
- Instagram: austinmahone

## Hivatalos rajongói oldalak
- Website: austinhungary.wix.com
- Facebook: Austin Mahone Hungary

## További információ
- Hivatalos oldal
- Austin Mahone a Facebookon
- Austin Mahone a PORT.hu-n (magyarul)
- Austin Mahone az Internet Movie Database-ben (angolul)
- Austin Mahone a Rotten Tomatoeson (angolul)